# La Joconde nue
Pour les articles homonymes, voir Monna Vanna (homonymie).
La Joconde nue, ou  Monna Vanna, est le nom donné à un dessin au charbon de bois avec rehauts de blanc sur une double feuille encollée de 72 × 54 cm, datant des années 1510 et dont l'auteur est indéterminé. Parfois qualifié de « double dénudé » ou de « double érotique » de La Joconde, il est conservé au musée Condé, dans le château de Chantilly dans l'Oise.

## Historique

### Hypothèses sur l'origine du dessin
L'attribution du dessin à l'entourage de Léonard de Vinci se fonde à l'origine sur le témoignage d'Antonio de Beatis, secrétaire du cardinal Louis d'Aragon. Selon lui, le peintre aurait présenté au prélat napolitain, lors d'une visite au château du Clos Lucé le 10 octobre 1517, une peinture représentant « une certaine dame florentine faite au naturel sur les instances de feu le Magnifique Julien de Médicis ». Cette représentation remonterait alors aux années 1513-1516, alors que Léonard travaillait au service de Julien à Rome. Le dessin serait directement inspiré de ce tableau aujourd'hui disparu. Ce même tableau aurait inspiré La Fornarina à Raphaël, peu de temps plus tard. Cette hypothèse peut être remise en cause si on voit dans le tableau évoqué par Antonio de Beatis plutôt La Joconde du Louvre : ce dernier représente bien une Florentine, il pourrait avoir été achevé à la demande de Julien de Médicis et l'expression « au naturel » peut tout aussi bien désigner un portrait habillé.
La seconde source plus précise permettant d'attribuer le dessin à l'entourage de Léonard vient de son élève Salai : un inventaire après décès de ce dernier daté du 21 avril 1525 mentionne une image représentant une Joconde à moitié nue. La somme estimée de cette œuvre est très importante ce qui a fait penser un temps qu'il s'agissait d'un original de Léonard de Vinci. Cependant, les œuvres du maître en possession de son élève sont probablement acquises par François Ier dès 1518, alors que le duché de Milan est en possession du roi de France. Par ailleurs, aucune liste précise des œuvres achetées par le roi n'est connue et aucun inventaire royal par la suite ne fait mention d'une Joconde nue. Sa présence a été présumée par des œuvres qui auraient pu en être inspirées, telles que le portrait de Joos van Cleve ou La Dame au bain de François Clouet. Mais ces derniers ont très bien pu avoir accès à d'autres copies anciennes.
Ce très grand nombre de copies anciennes, qui prouvent le succès du modèle et la mention dans l'inventaire de Salai incitent à penser selon les historiens de l'art que Léonard a bien été l'auteur d'une Joconde nue, peut-être entre 1513 et 1516 et que le dessin pourrait en être une copie.

### Parcours du dessin auXIXesiècle

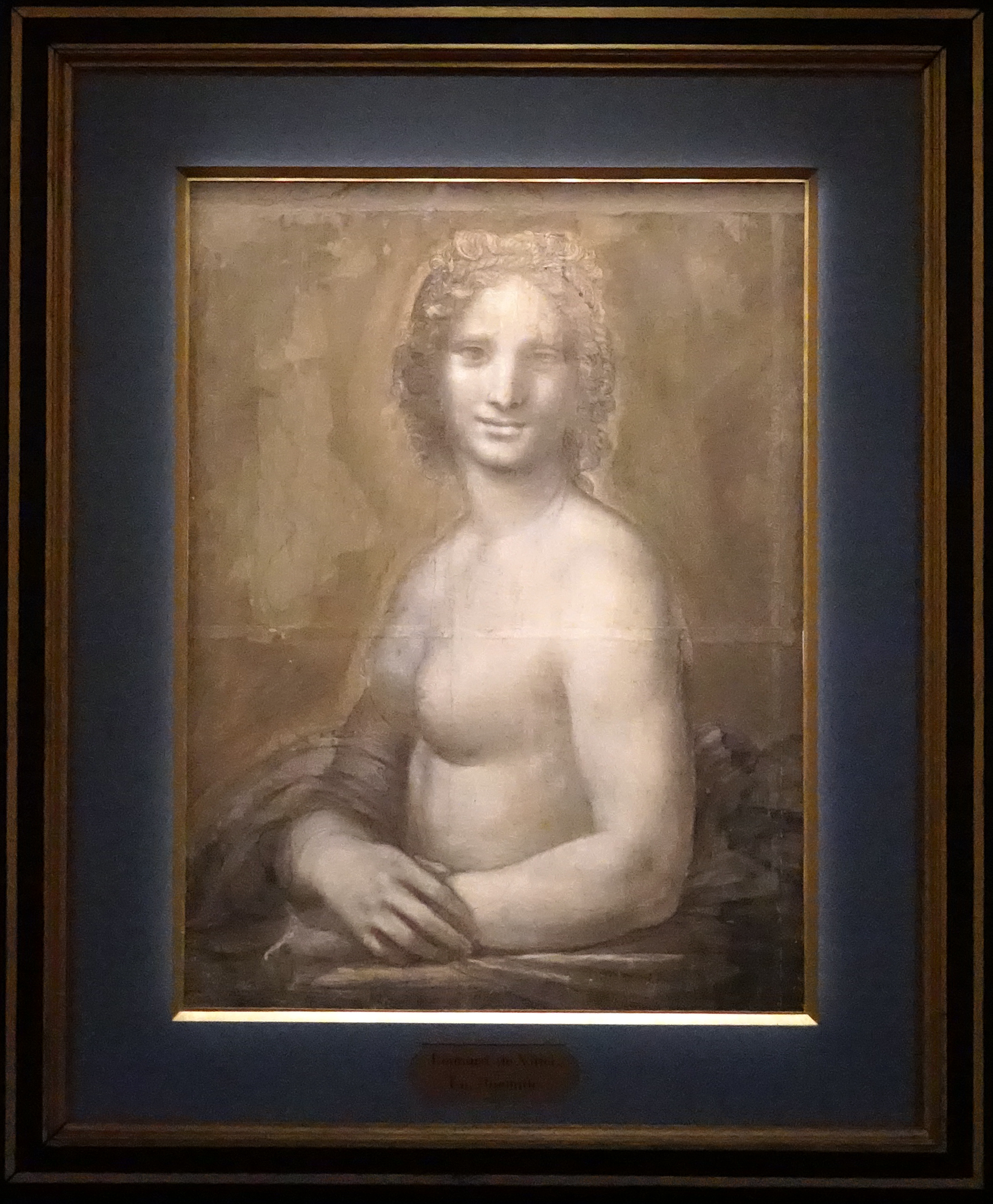
La Joconde nue au château de Chantilly.

L'œuvre est acquise par Henri d'Orléans, duc d'Aumale en 1862, pour la somme, déjà très élevée à l'époque, de 7 000 francs auprès de M. Thibaud. Ce dernier l'avait acquis à Rome une quinzaine d'années auparavant. Le duc pense alors acheter un dessin original de Léonard de Vinci, préparatoire à une peinture aujourd'hui conservée au Musée de l'Ermitage et considérée elle aussi à l'époque comme un original du maître. Le dessin est légué avec l'ensemble de la collection du duc à l'Institut de France qui ouvre le musée Condé en 1897 au sein du château de Chantilly. Dès la fin du XIXe siècle, les historiens de l'art ne voient plus dans le dessin et la peinture la main de Léonard et préfèrent y voir des copies.

## Description
Le dessin présente de nombreuses similitudes avec la Joconde du Louvre comme les traits du visage, la position de trois-quarts et les mains croisées. Il reproduit aussi le tableau dans ses proportions originales. Il présente plusieurs traces de repentirs qui font qu'il ne s'agit pas d'une simple copie : ils sont visibles dans l'index et le majeur de la main droite, repentirs identiques à ceux de la Joconde. Il présente des traces de piquage utilisé pour le report d'un dessin. Il pourrait s'agir de la copie d'un tableau alors inachevé au sein d'un atelier. Il copie en effet le bras droit sous le drapé qui n'est normalement pas visible sur une version peinte définitive. La qualité des modelés incite à penser que le maître est intervenu directement sur ce dessin. Il a subi cependant des dommages qui réduisent sa qualité : outre des taches d'humidité et des traces d'usure, des interventions postérieures ont accentué certains traits et son fond a été entièrement recouvert toujours a posteriori d'une gouache grisâtre.
Le dessin est un portrait mais possède des traits beaucoup plus idéalisés que ceux de la Joconde du Louvre et la coiffure représentée incite aussi à cette idéalisation.

## Études
Afin de résoudre l'énigme de l'attribution, le dessin se trouve depuis début septembre 2017 au Centre de recherche et de restauration des musées de France, où il est soumis à des analyses complètes de réflectographie infrarouge, lumière rasante, radiographie, fluorescence X. La datation par le carbone 14 semble attester que le dessin a été réalisé entre 1485 et 1638.

## Répliques et copies
Il existe une vingtaine de versions datant du XVIe siècle, dont celle de Salai, élève de Léonard. Ces copies peuvent être classées en deux catégories : la première représente le buste aux trois-quarts, comme la Joconde du Louvre, et la seconde le présente presque de face. C'est cette dernière version qui est le plus souvent représentée dans les copies françaises ou nordiques.

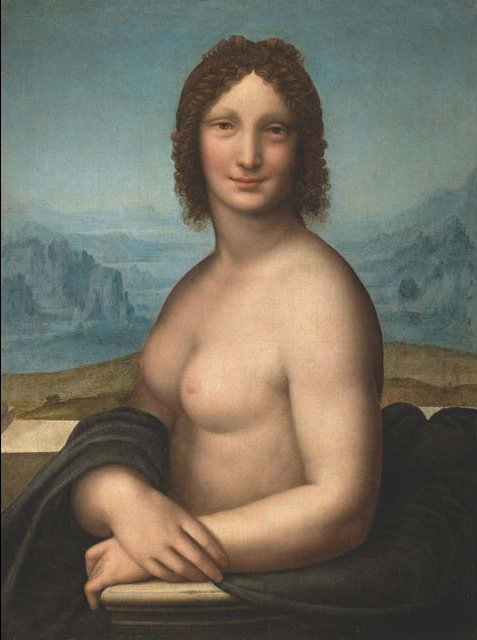
Version attribuée à Salai.
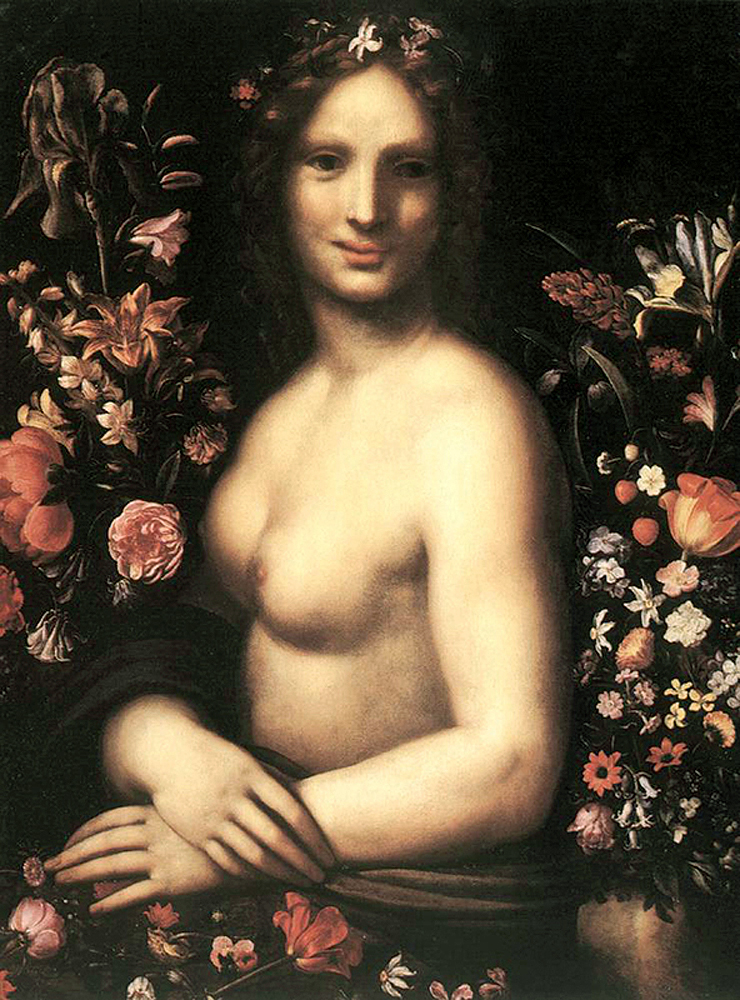
Version de Procaccini, intitulée Flora.
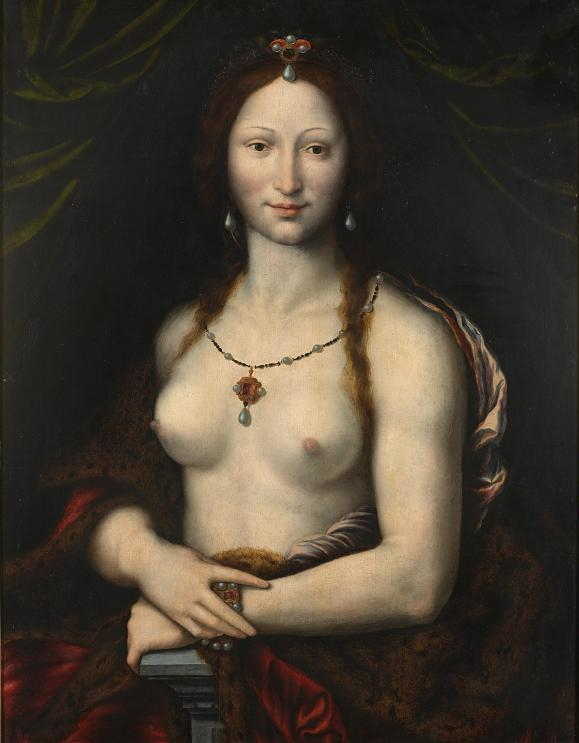
Version de Joos van Cleve.

## Dans la fiction
Le premier épisode de la série policière L'Art du crime, diffusée en 2017 sur France 2, tourne autour de cette œuvre.